# Viola biflora
La viola gialla (Viola biflora L.) è una pianta appartenente alla famiglia delle Violaceae.

## Descrizione

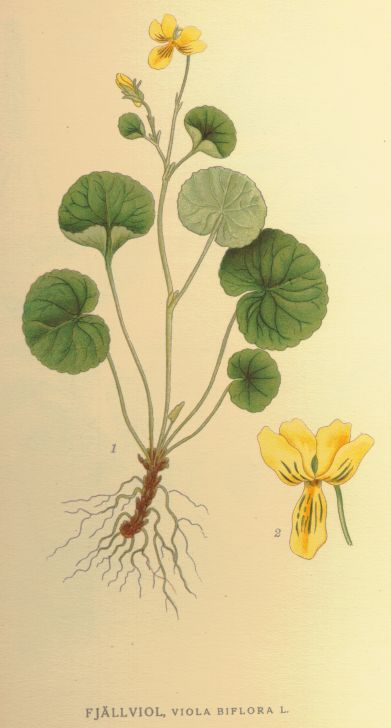

## Distribuzione e habitat
Specie artico-alpina è diffusa nelle regioni artiche dell'Eurasia e dell'America settentrionale e sulle principali catene montuose dell'Emisfero Nord. In Italia è presente lungo la catena alpina, nell'Appennino Ligure e in quello Tosco-Emiliano, dal Savonese fino alla Provincia di Pistoia e a quella di Bologna. Vive in ambienti ombrosi, nemorali o rupestri, ad altitudini solitamente comprese tra i 1500 e i 2300 m, anche se occasionalmente può essere presente a quote molto più basse.